# シーフォード・ヘッド
シーフォード・ヘッド（英: Seaford Head）は、イースト・サセックスのシーフォードの東にある 150.24ヘクタール (371.3エーカー) の地域自然保護区 (Local Nature Reserve; LNR) である。この自然保護区は、シーフォードからビーチー・ヘッドの学術研究上重要地域 (Sites of Special Scientific Interest; SSSI) の一部である。83ヘクタール (210エーカー) の地域は、シーフォード・タウン評議会 (Seaford Town Council) が所有し、サセックス野生生物トラスト (Sussex Wildlife Trust) が管理している。その他はイースト・サセックス州議会 (East Sussex County Council) とナショナル・トラストが所有する地域に分かれる。
この一帯は、チョーク（白亜）草地 (Chalk grassland〈好石灰草地、Calcolous grassland〉)、チョークの崖 (Chalk cliffs)、低木地 (Scrub)、植生のある砂利浜 (Vegetated Shingle)、湿性草地 (Wet grassland)、塩性湿地 (Saltmarsh)、潮だまり (Rockpools) など多様な生息環境がある。チョーク草地の植物相には、クマノアシツメクサ (Kidney vetch)、ハイクルマバソウ (Squinancywort)、イブキボウフウ (Moon carrot)、ヤツシロソウ (Clustered bellflower) などが見られ、チョウ類は、セセリチョウ科のシルバースポット・スキッパー (Silver-spotted skipper)、シジミチョウ科のチョークヒル・ブルー (Chalkhill blue) およびアドニス・ブルー (Adonis blue) などが生息する。